# Limenavis patagonica
Limenavis patagonica (Ліменавіс) — вид викопних водних птахів, що мешкали у пізньому крейдяному періоді, близько 70 мільйонів років тому. Відомий з декількох зламаних кісток, що були знайдені в породах Формації Аллен у провінції Ріо-Негро (Аргентина).
Можливо є близьким родичем предків тинаму і нанду. З усіх доісторичних птахів відомих на сьогоднішній день, цей вид є одним з найближчих до загального предка всіх живих птахів. Його родове назва віддає данину цьому факту: Limenavis , що означає «поріг птах» або «межа-птах», походить від латинського Limen («поріг») + Avis («птах»). Видова назва patagonica вказує патагонське походження виду.